# Polylepis incana x pauta
Polylepis incana x pauta là loài thực vật có hoa trong họ Hoa hồng. Loài này được miêu tả khoa học đầu tiên.